# Innan tystnaden
Innan tystnaden är det andra studioalbumet av Björn Afzelius och Globetrotters. Albumet släpptes 1982.

## Låtlista
Text och musik av Björn Afzelius, om inget annat anges.
Sida ett
1. "Medan bomberna faller" - 5:37
2. "Sång till friheten" (Text: Björn Afzelius; musik: Silvio Rodríguez) - 4:04
3. "Häxjakt!" - 3:39
4. "Flickan i snön" - 4:50

Sida två
1. "Absolut Solar Plexus" (Originaltext och musik: Bob Dylan; svensk text: Björn Afzelius) - 4:07
2. "Minnenas kväll" - 4:18
3. "Man kan inte äga varann" - 4:02
4. "Till min kära" - 4:33

## Musiker
- Björn Afzelius - sång, gitarr, percussion
- Bernt Andersson - sång, orgel, dragspel, percussion
- Jan Brynstedt - gitarr
- Bengt Bygren - piano, synthesizer
- Anders Hagberg - tenorsaxofon
- Magnus Johansson - trumpet
- Per Melin - trummor
- Tomas Olsson - congas
- Hannes Råstam - bas
- Björn Stern - barytonsaxofon

### Fotnoter
1. ↑  ”Innan tystnaden”. Discogs.com. http://www.discogs.com/Bj%C3%B6rn-Afzelius-Innan-Tystnaden/master/410907. Läst 13 januari 2013.